# Богатирська волость (Маріупольський повіт)
Богатирська волость (Багатирська волость) — історична адміністративно-територіальна одиниця Маріупольського повіту Катеринославської губернії із центром у колонії Богатир.
Станом на 1886 рік складалася з 3 поселень, 3 сільських громад. Населення — 4488 осіб (2350 чоловічої статі та 2138 — жіночої), 284 дворових господарств.
|                     | Площа, десятин | У тому числі орної, десятин |
| ------------------- | -------------- | --------------------------- |
| Сільських громад    | 37542          | 10202                       |
| Приватної власності | —              | —                           |
| Казенної власності  | —              | —                           |
| Іншої власності     | —              | —                           |
| Загалом             | 37542          | 10202                       |

Поселення волості:
- Богатир — грецька колонія при річці Вовча за 120 верст від повітового міста, 2211 осіб, 395 дворів, православна церква, школа, 4 лавки, 4 ярмарки на рік.
- Костянтинопіль — грецька колонія при річці Сухі Яли, 1107 осіб, 189 дворів, православна церква, школа, 2 лавки, 2 цегельних заводи.
- Улакли — грецька колонія при річці Сухі Яли, 1170 осіб, 195 дворів, православна церква, школа, лавка, цегельний завод.

За даними на 1908 рік у волості налічувалось 4 поселення, загальне населення — 8547 осіб (4367 чоловічої статі та 4180 — жіночої), 1303 дворових господарства.